# Mézy-sur-Seine
Mézy-sur-Seine ist eine französische Gemeinde mit 2261 Einwohnern (1. Januar 2022) im Département Yvelines in der Region Île-de-France. Teile des Gemeindegebietes gehören zum Regionalen Naturpark Vexin français.

## Geografie

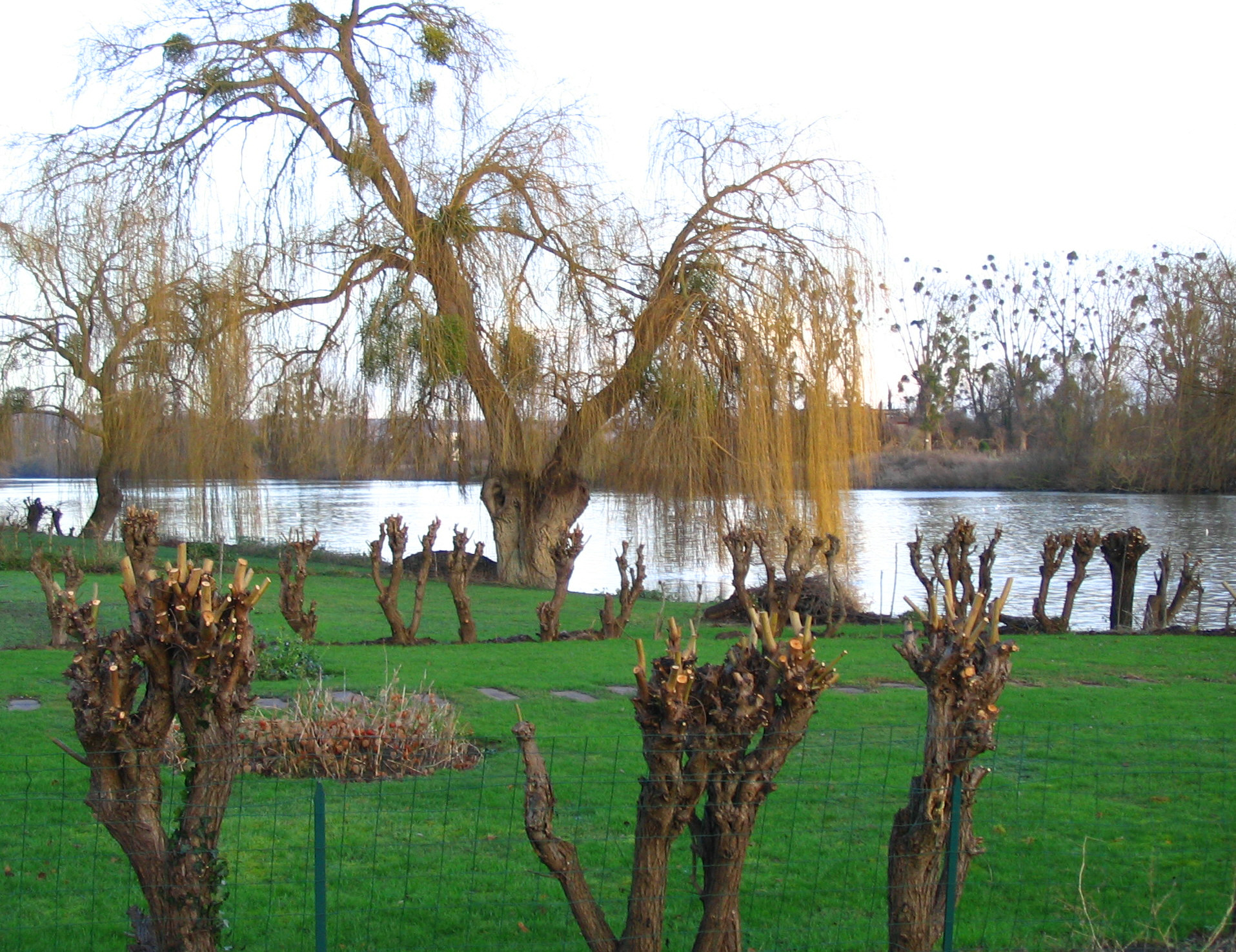
Die Seine in Mézy-sur-Seine

Mézy-sur-Seine liegt in Nordfrankreich in der Landschaft Vexin français an der Seine, 36 Kilometer nordwestlich von Paris, etwa 14 Kilometer nordwestlich von Mantes-la-Jolie, dem Sitz der Unterpräfektur des Arrondissements, und 1,9 Kilometer südwestlich von Meulan-en-Yvelines, dem Hauptort des Kantons und des Kommunalverbands Vexin-Seine auf einer mittleren Höhe von 86 Metern über dem Meeresspiegel. Die Mairie steht auf einer Höhe von 77 Metern. Nachbargemeinden von Mézy-sur-Seine sind Oinville-sur-Montcient im Norden, Hardricourt im Osten, Les Mureaux im Südosten und Juziers im Südwesten. Das Gemeindegebiet hat eine Fläche von 476 Hektar.
Die Gemeinde ist einer Klimazone des Typs Cfb (nach Köppen und Geiger) zugeordnet: Warmgemäßigtes Regenklima (C), vollfeucht (f), wärmster Monat unter 22 °C, mindestens vier Monate über 10 °C (b). Es herrscht Seeklima mit gemäßigtem Sommer.

## Geschichte
In dem Band der „Scriptores rerum Germanicorum“, der die Schenkungen an die ehemalige Abtei Fontenelle (heute St. Wandrille, Departement Seine-Maritime) aufzählt, lesen wir für das Jahr 719 („anno quinto regnante Dagoberto“) von einer Manse „in Magatiaco villa“, mit dem nach Meinung der Historiker das heutige Mézy gemeint ist (SS rer. Germ. 28,7). Im 10./11. Jahrhundert wurde in Mézy, das nun „Maisiaci“ oder „Mesiaco“ genannt wird, eine befestigte Anlage zum Schutz der Meulanschen Besitzungen errichtet. Bis zum 13. Jahrhundert war Mézy ein Lehen des Vicomte von Meulan. Dann wurde es eine Ortschaft mit eigener Kirche.
Im 17. Jahrhundert wuchs die Gemeinde. Die Wohnhäuser wurden häufiger außerhalb des Ortskerns gebaut. Der Weinbau erreichte seinen Höhepunkt. Später wurden besonders Erbsen angebaut. Im 18. Jahrhundert entstand die Straße von Paris nach Mantes-la-Jolie.
1793 erhielt Mézy-sur-Seine als Mézy im Zuge der Französischen Revolution (1789–1799) den Status einer Gemeinde und 1801 unter dem Namen Mezy-les-Mureaux durch die Verwaltungsreform unter Napoleon Bonaparte das Recht auf kommunale Selbstverwaltung. Seit 1971 heißt die Gemeinde Mézy-sur-Seine.
1879 wurde das alte Rathaus gebaut, in dem zugleich die Dorfschule untergebracht war. 1984 zog das Rathaus in das Schloss um.

## Sehenswürdigkeiten

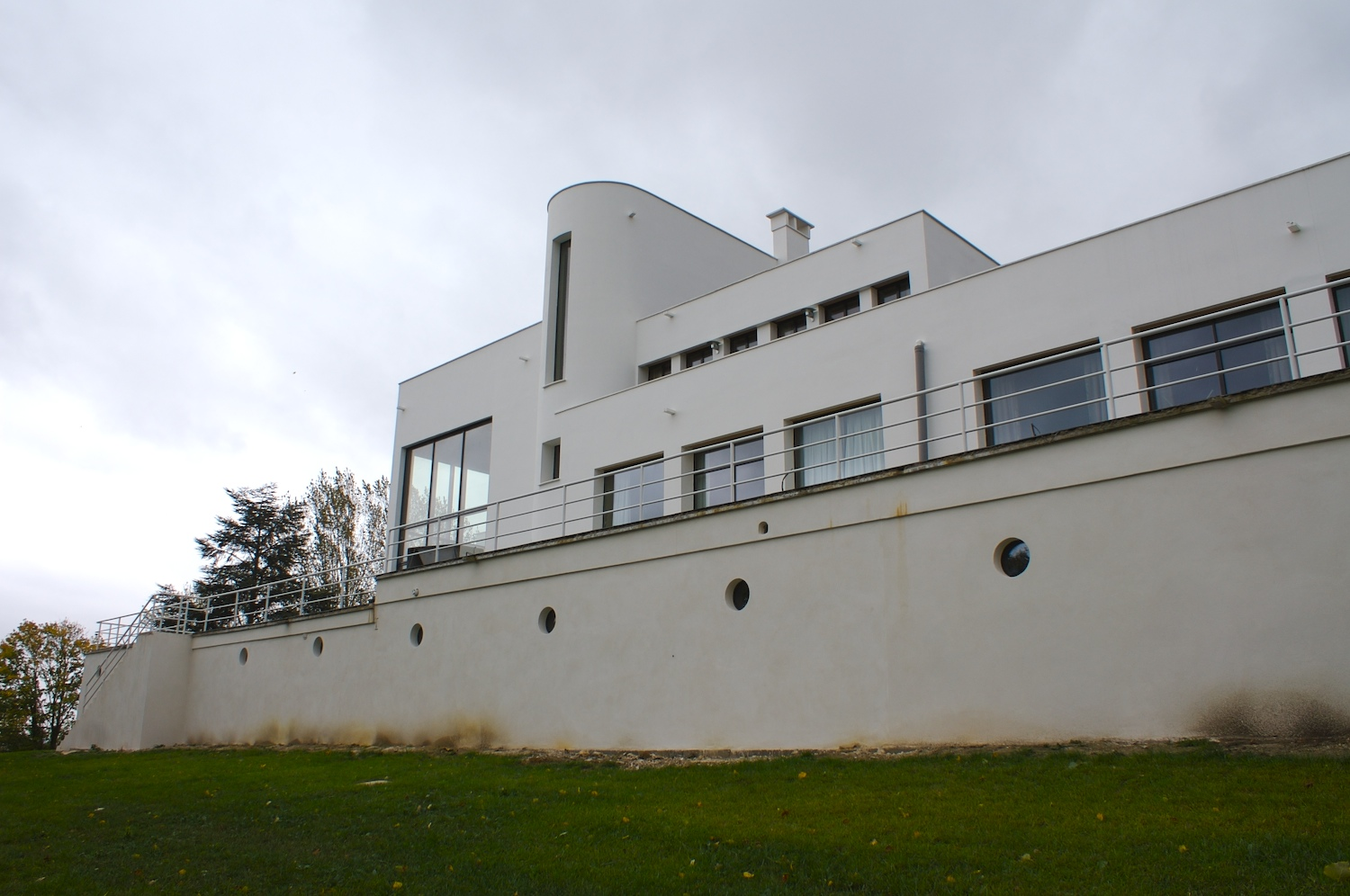
Villa Poiret

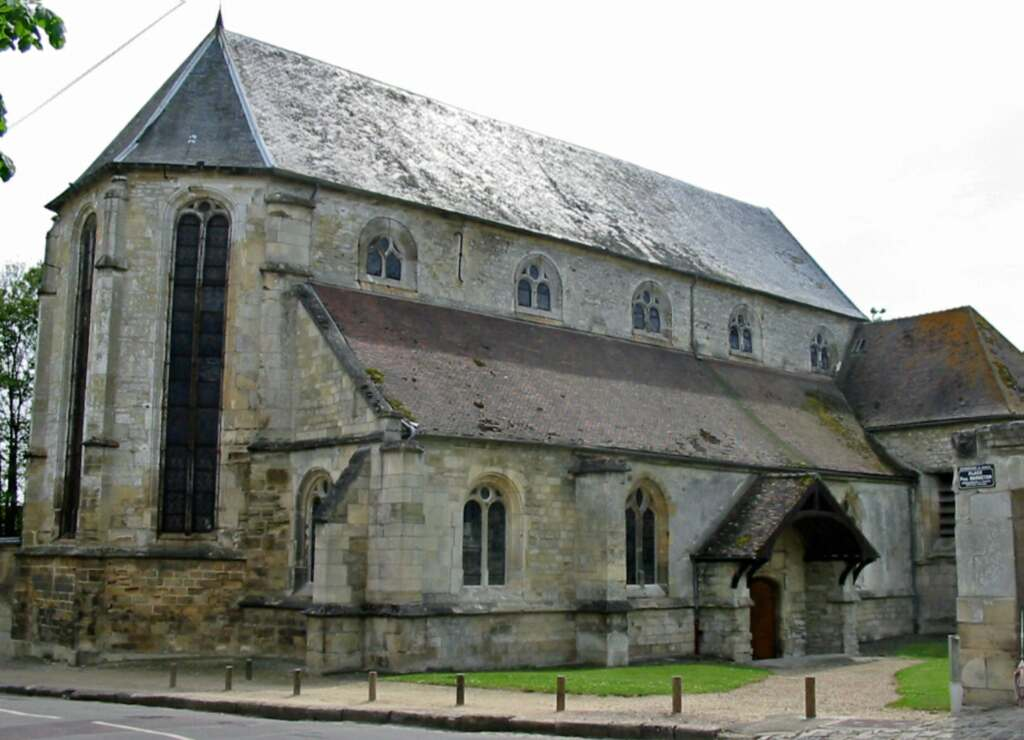
Kirche Saint-Germain

Siehe auch: Liste der Monuments historiques in Mézy-sur-Seine
Mézy-sur-Seine gehört zur römisch-katholischen Pfarrei Meulan - Rive Droite de la Seine des Bistums Versailles. Die Kirche Saint-Germain wurde im 13. Jahrhundert errichtet und im 16. Jahrhundert restauriert. Das Gebäude wurde 1926 in das Zusatzverzeichnis der Monuments historiques (‚historischen Denkmale‘) eingetragen. In der Kirche gibt es verschiedene Textilien aus dem 19. Jahrhundert, zum Beispiel eine Kasel. Die Gegenstände wurden 1973 als Monument historique klassifiziert. Eine Statue aus dem 17. Jahrhundert, die die Jungfrau mit dem Kinde darstellt, wurde 1963 als historisches Denkmal eingestuft.
Die Villa Poiret wurde 1923 vom Architekten Robert Mallet-Stevens für den Modeschöpfer Paul Poiret erbaut. Nach 1924 stand die Villa leer. 1934 führte Mallet-Stevens für die neue Besitzerin Elvira Popescu einige Änderungen am Gebäude durch. Die Villa befindet sich im Privatbesitz und wurde 1984 in das Zusatzverzeichnis der Monuments historiques eingetragen.

## Wirtschaft und Infrastruktur
Im Jahr 2009 waren 6,2 Prozent der Arbeitnehmer arbeitslos.
Es gibt eine öffentliche Grundschule in der Gemeinde.
Der nächstgelegene Bahnhof ist der 1,9 Kilometer entfernte Bahnhof Meulan-Hardricourt. Der nächste Flughafen ist der 15,7 Kilometer entfernt liegende Flughafen Pontoise-Cormeilles-en-Vexin.
Auf dem Gemeindegebiet gelten geschützte geographische Angaben (IGP) für Geflügel (Volailles de Houdan).

## Persönlichkeiten
- François-René de Chateaubriand (1768–1848), Schriftsteller
- Berthe Morisot (1841–1895), Malerin
- Jean Jaurès (1859–1914), Politiker
- Paul Poiret (1879–1944), Modeschöpfer
- Lili Boulanger (1893–1918), Komponistin und erste Trägerin des „Prix de Rome“ 1913, verbrachte nach ihrer Evakuierung aus dem beschossenen Paris ihre letzten Monate in Mézy-sur-Seine und verstarb auch dort.
- Elvira Popescu (1894–1993), Schauspielerin
- Alfred Sauvy (1898–1990), Demograph
- Albert Dubout (1905–1976), Künstler
- Colette Darfeuil (1906–1998), Schauspielerin